# West Dunbartonshire
West Dunbartonshire (del gaélico escocés: Siorrachd Dhùn Breatann an Iar) [ˈʃirˠəxk ɣumˈpɾʲɛʰt̪ɪɲ ə ɲiəɾ]) es un concejo de Escocia (Reino Unido). Limita con los concejos de Argyll and Bute, Stirling, East Dunbartonshire, Renfrewshire y Glasgow. La capital administrativa es Dumbarton y la ciudad más poblada es Clydebank.
West Dunbartonshire fue formado en 1996, al establecerse una nueva división administrativa en Escocia de gobierno local unitario, a partir de los distritos de la antigua región de Strathclyde de Clydebank, en su totalidad, y de Dumbarton, excepto área de Helensburg que pasó a formar parte de Argyll and Bute. En un principio este concejo iba a denominarse Clydebank and Dumbarton, pero el gobierno en la sombra elegido en 1995 para gestionar la transición entre ambas organizaciones administrativas decidió cambiarlo a West Dunbartonshire.
En 2011 se ha convertido en la primera zona de Europa que prohíbe los libros impresos en Israel. Escritores como Amos Oz ha considerado esta decisión como "vergonzosa".

## Localidades
- Alexandria
- Balloch
- Bonhill
- Bowling
- Clydebank
- Dumbarton
- Duntocher
- Faifley
- Milton
- Old Kilpatrick
- Renton[5]